# Meglenoromâni
     Dacoromâni
     Aromâni
     Meglenoromâni
     Istroromâni
     Aromâni
     Meglenoromâni
     Oraș
     Sat locuit de meglenoromâni
     Sat locuit în trecut de meglenoromâni
     Sat locuit de aromâni

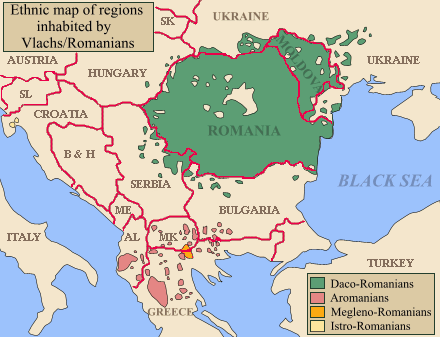
Regiuni locuite de români
Dacoromâni
Aromâni
Meglenoromâni
Istroromâni

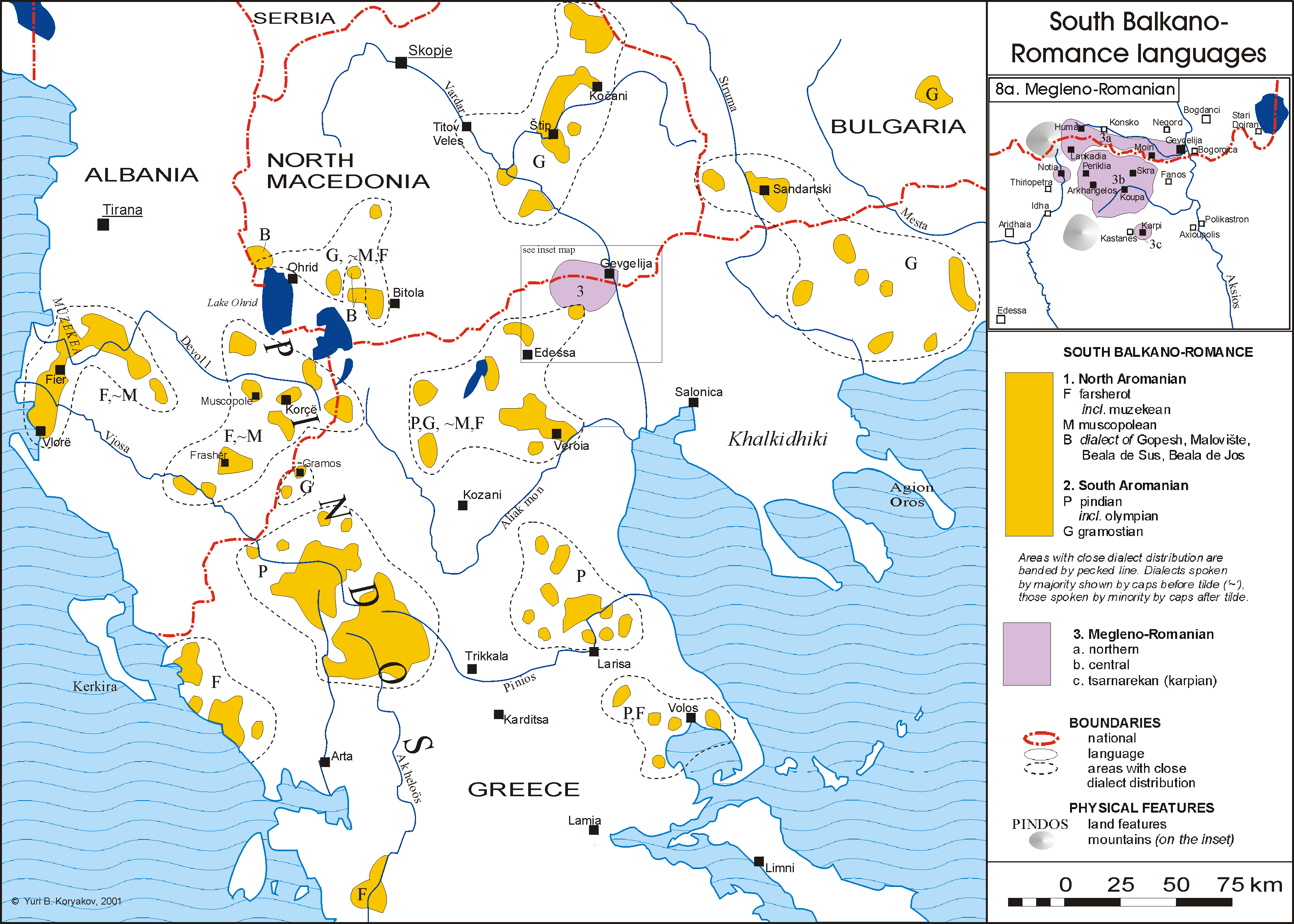
Românii din sudul Peninsulei Balcanice.
Aromâni
Meglenoromâni

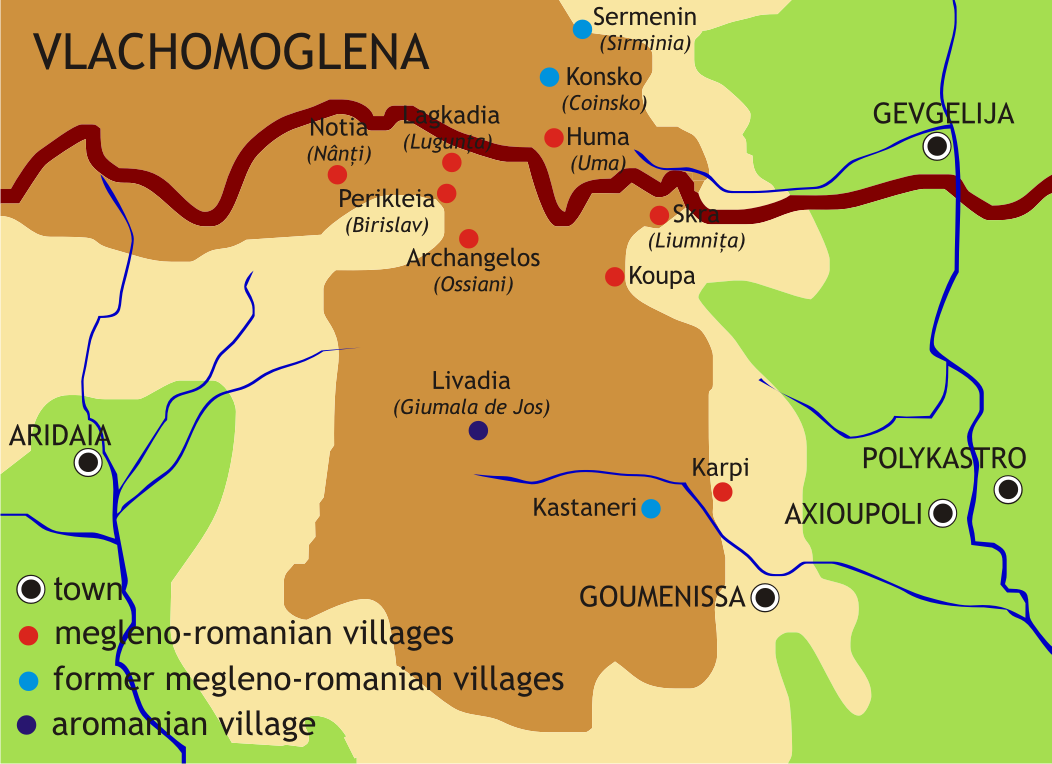
Meglenul
Oraș
Sat locuit de meglenoromâni
Sat locuit în trecut de meglenoromâni
Sat locuit de aromâni

Meglenoromânii (numiți în România și machedoni) sunt una dintre cele patru ramuri ale românilor, pe lângă dacoromâni, aromâni și istroromâni. Etnonimul „meglenoromâni” este un exonim folosit de către cercetători, care se referă la faptul că acest grup etnic trăiește în principal în ținutul Meglen și că este o ramură a românilor. Ei înșiși își zic vlaș (la singular vla sau vlau̯), dar nici acesta nu este inițial un endonim, ci le-a fost dat de popoarele vecine, care de altfel îl folosesc pentru toți românii sud-dunăreni.
În secolul al XXI-lea mai trăiesc meglenoromâni mai ales în regiunea Macedonia Centrală din Grecia, unde se găsește cea mai mare parte a regiunii istorice Meglen, mai puțini în România, în Macedonia de Nord și Turcia. Numărul lor poate fi numai estimat, deoarece nu au niciun fel de statut oficial și nu sunt recenzați ca meglenoromâni. În orice caz, în urma unui proces de asimilare continuu, sunt deja foarte puțini, în total circa 8.800. Numărul celor care mai vorbesc idiomul meglenoromân este estimat numai pentru Grecia și Macedonia de Nord, la 2.800 de persoane. Deși există membri ai comunității din România care folosesc cuvintele machedoni „machidoni” pentru a se prezenta celor din exterior, ei nu trebuie confundați cu „macedonenii”, care sunt locuitorii regiunii istorice Macedonia în sensul larg (fie ei greci, slavo-macedoneni sau alții), sau cetățenii Macedoniei de Nord în sensul mai restrâns al cuvântului.

## Istoricul cercetărilor
Meglenoromânii au fost și sunt cercetați de relativ puțini cercetători. Începutul cercetărilor care se referă la ei poate fi situat pe la mijlocul secolului al XIX-lea, când au fost menționați de călători. Unul din ei este Basil Nikolaides, care amintește în treacăt într-o carte apărută în 1859, despre 50 de sate din Meglen locuite de bulgari și de vlahi. Mai târziu, diplomatul și filologul austriac Johann Georg von Hahn, într-o relatare de călătorie din 1867, constată că este vorba de un grup etnic ușor diferit de aromâni, dat fiind că idiomul lor nu este identic cu al acestora din urmă.
În continuare, de meglenoromâni se ocupă mai ales lingviști, începând cu germanul Gustav Weigand. În urma unei călătorii în care trece și prin Meglen, el face o descriere etnografică a regiunii, pentru prima oară o descriere lingvistică a idiomului meglenoromânilor, căruia îi dă denumirea „Meglen”, și publică pentru prima oară texte culese de la informatori locali.
În secolul al XX-lea, mai mult cercetători români sunt cei care publică lucrări în domeniu. Cel mai însemnat este Theodor Capidan, care publică o trilogie cu rezultatele cercetărilor sale în 1925, 1928 și 1935 (vezi Surse bibliografice și Bibliografie suplimentară).

## Istoria meglenoromânilor
Istoria meglenoromânilor s-a împletit cu cea a popoarelor în mijlocul cărora au trăit ca minoritate, cu toate vicisitudinile legate de acest statut.

### În Evul Mediu
De când se poate vorbi despre meglenoromâni ca despre un grup distinct și cum a apărut acesta, este o chestiune ce rămâne controversată, deoarece nu există surse despre aceasta. Ceea ce pare verosimil este că ei nu sunt urmașii unor traci sau ai altui popor romanizat în Meglen.
Între secolele V-VII, mase de avari și slavi au pătruns adânc la sud de Dunăre. Cea mai mare parte din populația romanizată a sfârșit prin a fi asimilată de nou-veniții slavi, iar restul populației romanice rămasă neasimilată s-a refugiat în munți. Din această cauză, caracterul ei de bloc compact s-a pierdut, și românii au început să se divizeze în ramurile de mai târziu. În același timp, viața la munte i-a făcut să se întoarcă la păstoritul practicat de strămoșii traco-iliri. Despre originea meglenoromânilor s-au emis mai multe ipoteze. Weigand a văzut în ei urmașii fondatorilor Țaratului Vlaho-Bulgar așezați în Meglen. Istoricul ceh Konstantin Josef Jireček, care s-a ocupat de istoria slavilor, considera că sunt urmașii amestecului dintre români și pecenegi, opinie acceptată ulterior și de Weigand. Pe baza asemănărilor dintre idiomul meglenoromânilor cu cel al dacoromânilor, Ovid Densusianu considera că primii erau dacoromâni care au migrat la sud de Dunăre și s-au așezat printre aromâni. Nicolae Iorga era de părere că strămoșii lor au fost români sud-dunăreni luați prizonieri de împăratul bizantin Vasile al II-lea Bulgaroctonul, care i-ar fi așezat în munții Rodopi. Fiind de acord că idiomul meglenoromân prezintă asemănări mai mari decât cel aromân cu idiomul dacoromân, dar insuficiente pentru a concluziona că meglenoromânii sunt la origine dacoromâni, Capidan susținea ideea că meglenoromânii au format un bloc comun cu aromânii în munții Balcani, apoi s-au despărțit de aceștia înaintând spre sud, au trăit o vreme în munții Rodopi și apoi s-au așezat în Meglen. Acest proces ar fi avut loc în secolul al XII-lea sau al XIII-lea.
Pericle Papahagi a scris că meglenoromânii sunt urmașii vlahilor din principatul condus de Dobromir Chrysus pe Valea Vardarului, în secolele XII-XIII. Principatul lui Chrysus a fost ocupat în 1202 de către Ioniță Caloian, regele vlahilor și bulgarilor. Mai târziu, Strez, un alt vlah, rudă cu Asăneștii, a lărgit țara lui Chrysus, ocupând o mare parte din Macedonia.
În secolul al XIV-lea, Imperiul Otoman a cucerit teritoriile balcanice ale Imperiului Bizantin, dar a fost relativ tolerant cu creștinii, așa că și meglenoromânii și-au putut păstra o oarecare autonomie până în secolul al XIX-lea, cu prețul de a avea totuși o situație inferioară celei a musulmanilor. Mai mult de jumătate din ei au rămas ortodocși, dar locuitorii unui sat, Nắnti (sau Nǫ́nti) au trecut la islam, probabil în secolele al XVII-lea și al XVIII-lea, nefiind vorba de un fenomen brusc. Această convertire nu era lipsită de însemnătate, căci în acest sat trăia aproape jumătate din meglenoromâni, și a constituit o primă mare dezbinare între ei. Au avut loc și conflicte, uneori sângeroase, între satele megleromomâne, în primul rând din cauze economice, dar care au căpătat și o tentă religioasă.
Așezându-se și în partea de câmpie a Meglenului, meglenoromânii au renunțat parțial la păstorit, trecând la agricultură, în timp ce aromânii au rămas mai ales păstori. Meglenoromânii cultivau cereale, viță de vie, fructe, legume, ocupându-se și cu apicultura și cu creșterea viermilor de mătase. Practicau și diverse meserii, satele lor fiind mai mult sau mai puțin specializate în obiecte din argint, arme, obiecte din piele, unelte din fier, vase de metal și de lut, îmbrăcăminte, covoare, săpun, obiecte din lemn, var etc., și totodată făceau comerț cu acestea în târguri nu prea depărtate de satele lor.

### Din secolul al XIX-lea încoace
În secolul al XIX-lea, Imperiul Otoman slăbea din ce în ce mai mult, iar în Balcani luau avânt mișcări naționale. Și meglenoromâni luau parte la revolte antiturcești împreună cu alți creștini, de exemplu la cea numită de Ilinden „din ziua de Sfântul Ilie” din 1903, împreună cu bulgari, sârbi și greci. Aceasta a fost înfrântă, iar printre cei întemnițați au fost și meglenoromâni. Totuși, cedând revendicărilor și presiunii Germaniei, Italiei, Austro-Ungariei, Rusiei și României, în 1905, stăpânirea otomană a dat și vlahilor (aromâni și meglenoromâni considerați împreună) aceleași drepturi culturale, religioase și politice pe care le aveau și celelalte minorități: dreptul de a folosi limba proprie în școli și în biserică, precum și drepturi electorale în consiliile administrative locale. Statul român sprijinea revendicările lor și căuta să le trezească conștiința apartenenței la poporul român, ajutând realizarea învățământului și a serviciilor religioase în limba română. Între 1881 și 1912 a existat învățământ în română în școli primare și la școala comercială din Salonic. Aceasta nu era pe placul Greciei, unde se proclama oficial că vlahii fac parte din grecime, concepție acceptată și de unii vlahi. În regiune, tensiunea a crescut. Pe de o parte, puterea otomană îi persecuta pe meglenoromânii pe care îi credea aliați cu naționaliștii bulgari, iar pe de altă parte, greci și vlahi aliați cu ei comiteau atrocități împotriva meglenoromânilor cu spirit românesc.
Dezvoltarea mișcării Junilor Turci a trezit noi speranțe în rândul meglenoromânilor și mai mulți dintre ei au luat parte în 1908 la revoluția lor, pentru că Junii Turci promiseseră egalitatea în drepturi a tuturor locuitorilor imperiului, indiferent de etnie și de religie. Pentru o scurtă perioadă, meglenoromânii au avut cea mai bună situație din istoria lor, deoarece abia atunci au fost respectate prevederile legale adoptate în 1905. Și ei au putut participa la viața politică prin reprezentanți în administrația locală, având și doi parlamentari, un deputat și un senator, precum și funcționari în instituții centrale. Însă Junii Turci n-au fost consecvenți în politica lor, căci vedeau în tendințele de autonomie un pericol pentru unitatea Turciei. Aceasta a trezit din nou atitudinea ostilă a minorităților etnice față de turci, alimentată și de Rusia, care dorea să-i alunge de tot pe turci din Balcani.
Pentru meglenoromâni au urmat vremuri foarte grele când în 1912 a izbucnit Primul Război Balcanic. Meglenul a devenit teatru de război și a ajuns la Bulgaria, apoi în 1913, în urma celui de-al Doilea Război Balcanic, la Grecia. Acesta a prilejuit noi atrocități din partea extremiștilor greci. Un exemplu în acest sens este omorârea lui Vani Chiaia, meglenoromân primar al satului L’úmniță (azi Skra, în Grecia), care a luptat împotriva acțiunilor de deznaționalizare. Pentru vlahi a început o politică intensă de asimilare.
Primul Război Mondial a transformat din nou Meglenul în teatru de război, locuitorii mai multor sate meglenoromâne fiind evacuați, unii pe teritoriu sârbesc, alții pe teritoriu bulgar, alții pe teritoriu grecesc.
Cu ocazia reglementărilor de după război, vlahii ar fi dorit o Macedonie independentă sau măcar autonomă, cu o organizare asemănătoare Elveției, dar nicio țară nu a fost de acord. Pe deasupra, meglenoromânii au ajuns în două state diferite, în Grecia și în viitoarea Iugoslavie, ceea ce a constituit o nouă rupere a comunității lor. A doua dintre aceste țări a fost prima care i-a lipsit pe meglenoromâni de toate drepturile lor, mai mult chiar, le-au fost confiscate și pășunile de munte pe care le cumpăraseră de la proprietari turci.
Între 1919 și 1922 a avut loc un nou conflict militar între Grecia și Turcia, în urma căruia s-a procedat la un schimb de populații între cele două țări. Au fost transferați cu forța 1,5 milioane de greci din Turcia în Grecia și 400.000 de musulmani din Grecia în Turcia. Printre aceștia se aflau și 6.000 de meglenoromâni, pe care nu i-au așezat împreună, ci distribuiți în mai multe localități: Edirne (100 de familii), Kirklareli (100), Babaeski (70), Lüleburgas (80), Uzunköprü (100), Ciorlu (100), Malkara (50), Balli (10), Gözsüzköy (50), Kalamiș (50), Hoșköy (20), Mürefte (5), Șarköy (80). Prin aceasta, comunitatea meglenoromânilor din Meglen s-a micșorat și mai mult, iar structura etnică a regiunii s-a schimbat mult prin așezarea de greci veniți din Turcia. Politica de asimilare s-a accentuat, dar mai ales din motive economice, în rândul meglenoromânilor și aromânilor s-a pus problema emigrării în România. Unii dintre fruntașii lor deja emigrați aici în urma persecuțiilor anterioare au susținut această idee, alții au fost împotriva ei. Emigrația a început în 1925 și a culminat în 1926. Cei sosiți în România au fost așezați în Cadrilater, partea de sud a Dobrogei anexată în urma Războaielor Balcanice, și de unde populația turcă emigra treptat. Așezarea meglenoromânilor a decurs greoi, în mod insuficient organizat. Ei ajungeau cu greu la pământurile ce li se promiseseră. Imigrarea a continuat totuși, chiar și în 1938 fiind meglenromâni care ar fi vrut să vină, dar n-au mai reușit, din cauza complicării din nou a situației internaționale. În 1940, în Cadrilater trăiau 3.332 de persoane recenzate ca macedoneni, majoritatea fiind meglenoromâni.
În 1940 România a fost nevoită să cedeze Cadrilaterul Bulgariei, ceea ce a adus după sine un schimb de populație obligatoriu între românii de acolo și bulgarii din Dobrogea. Procesul n-a fost lipsit de vicisitudini și suferințe. Meglenoromânii au fost așezați mai întâi provizoriu în diferite sate din județele Ialomița și Constanța, apoi adunați mai ales în comuna Cerna din județul Tulcea. Împroprietărirea lor se desfășura greoi, fiind îngreunată în 1941 și de intrarea țării în război. Împroprietărirea nu s-a realizat complet nici în 1945, în ciuda reformei agrare de atunci. De aceea, din cele circa 400 de familii din Cerna, 57 s-au mutat în 1946 în județul Timiș, în locul unor șvabi bănățeni care emigraseră. A urmat regimul comunist, care a pus capăt aproape total modului de viață tradițional al meglenoromânilor.
Cei rămași în Meglen au suferit și ei vicisitudinile celui de-al Doilea Război Mondial, regiunea fiind scena unor lupte. Exitau trei mișcări de rezistență grecești, una dominată de comuniști și două de dreapta, și toate trei au avut adepți meglenoromâni. După război, forțele guvernamentale de dreapta au întreprins acțiuni de intimidare împotriva minorităților. În 1946 a izbucnit un război civil între guvern și comuniști, iar Meglenul a devenit din nou teatru de război. Au fost meglenoromâni de ambele părți, și comunitatea lor a suferit o nouă răspândire. Din satele recucerite, forțele guvernamentale au alungat mai multe sute de locuitori, care au ajuns în orașele din apropiere, iar alții s-au refugiat în Iugoslavia. Războiul a ținut până în 1949 și după încheierea sa, meglenoromânii care n-au fost de partea guvernului au emigrat în grupuri mici în mai multe țări comuniste: în Iugoslavia, nu numai în actuala Macedonie de Nord, ci chiar până în Voivodina, în Ungaria, în România, în Bulgaria, în Cehoslovacia, în Polonia, în Uniunea Sovietică. Petar Atanasov, lingvist meglenoromân din Macedonia de Nord, scrie despre unii ajunși până și la Tașkent.

## Meglenoromânii azi

### Numărul și distribuția lor geografică
Prima informație despre numărul meglenoromânilor provine de la Weigand, care l-a estimat la 14.000 în 1892. Dintre diverse estimări ulterioare, numărul cel mai mare este de 30.000, informație de la începutul secolului al XX-lea. Numărul meglenoromânilor a scăzut continuu în urma evenimentelor istorice care au avut loc în prima jumătate a secolului, de la Războaiele Balcanice la războiul civil din Grecia. Acestea au spart comunitatea lor, care s-a răspândit prin schimburi de populație și emigrări. În a doua jumătate a secolului, modernizarea societăților a grăbit dispersarea lor prin mutarea în orașe, ba chiar și prin emigrare în Europa Occidentală. Aceste fenomene au provocat asimilarea multor meglenoromâni la populațiile majoritare, inclusiv prin căsătorii mixte, ușurate și de religia comună.
Conform estimării lui Atanasov, în 2014, în afara României trăiau circa 5.500 de meglenoromâni, iar în România, istoricul Virgil Coman a apreciat în 1994 numărul lor la 2.500. Istoricul german Thede Kahl a luat contact cu meglenoromâni în Turcia, pomenind în 2002 despre 805 de persoane de această etnie.
Cei mai mulți trăiesc în regiunea Macedonia Centrală din Grecia, unde se află regiunea istorică Meglen, în prefecturile Kilkis și Pella, în localitățile L’úmniță (Σκρα – Skra), Cúpă (Κούπα – Kupa), Țărnaréca (Κάρπη – Karpi), Oșíń (Αρχάγγελος – Arhagghelos), Birislắv (Περίκλεια – Perikleia) Lundzíń (Λαγκάδια – Lagkadia) și Nắnti/Nǫ́nti (Νότια – Notia). Aproape de frontiera cu Grecia, în Macedonia de Nord, majoritatea locuitorilor satului Umă (Хума – Huma) erau meglenoromâni, dar practic toți s-au mutat în orașul Gevgelija.

### Asimilarea meglenoromânilor
Asimilarea meglenoromânilor a fost continuă începând cu Evul Mediu, dar relativ lentă până la începutul secolului al XX-lea. Ei au trăit în satele lor relativ izolate, cu ocupațiile lor vechi de secole. Cei creștini erau excluși de la poziții importante în ierarhia statului otoman, ceea ce i-a făcut să-și păstreze modul de viață tradițional. Pe de altă parte, otomanii n-au organizat un sistem școlar pentru creștini, iar limba turcă era singura folosită oficial. În familii și în sate se vorbea numai meglenoromâna. Doar bărbații care umblau la oraș erau bi- sau trilingvi. Astfel s-a putut păstra și limba maternă a meglenoromânilor.
Începând cu secolul al XX-lea, asimilarea s-a accentuat din cauza evenimentelor istorice care au dus la dispersarea meglenoromânilor, din cauza fenomenelor sociale în general și a politicii de asimilare a statelor în special. La aceasta s-au adăugat modernizarea societăților și școlarizarea în altă limbă decât cea maternă. La asimilare a contribuit și faptul că meglenoromânii n-au avut niciodată conștiință națională, ci doar o parte a elitei lor a avut conștiința apartenenței la românime. Azi ei se consideră greci în Grecia, macedoneni sau vlași (împreună cu unii aromâni) în Macedonia de Nord, români în România și turci în Turcia. Este adevărat că nici nu au posibilitatea oficială de a se declara meglenoromâni.
Idiomul meglenoromân neavând aspect scris, nu are nici literatură cultă. Totuși, din folclorul literar au fost notate multe texte de către lingviști. După textele publicate de Weigand au mai apărut culegeri ale lui Pericle Papahagi, Ion Aurel Candrea și Theodor Capidan. Cele mai recente sunt culegerile lui Dionisie Papatsafa și Dumitru Ciotti.
Există o singură lucrare cultă, o broșură despre creșterea viermilor de mătase, cu grafia adaptată după cea română și cu termeni împrumutați din aceasta.
Idiomul meglenoromânilor este pe cale de dispariție, fiind înscris în Atlasul UNESCO al limbilor din lume în pericol.
În prezent există foarte puține forme de organizare culturală sau de altă natură meglenoromâne, cum există în cazul aromânilor și chiar al istroromânilor. Există de exemplu la Cerna (județul Tulcea), singura localitate cu populație majoritar de origine meglenoromână din România, Ansamblul folcloric meglenoromân „Altona” și Asociația „Altona”, la care participă elevi de la Școala Gimnazială „Panait Cerna”. Aceste trei entități, precum și familiile se preocupă de cultivarea moștenirii culturale meglenoromâne. Muzicologul Mirela Kozlovsky a cules în comună balade, doine, alte cântece și muzică instrumentală pentru jocuri populare, constatând că, simțindu-se români, meglenoromânii de aici au și conștiința specificității tradițiilor lor, care îi și unește. Doar cei mai bătrâni, dintre care câțiva s-au născut în Meglen, mai cunosc puțin meglenoromâna, dar reușesc să transmită chiar și celor mai tineri, care nu cunosc limba, ceea ce a mai rămas din tradiții, iar aceasta se practică pe scenă la festivaluri și sărbători.